# Anhelina Łysak
Anhelina Wiktoriwna Łysak (ukr. Ангеліна Вікторівна Лисак; ur. 12 stycznia 1998 k. Lwowa) – ukraińska, a od 2021 polska zapaśniczka walcząca w stylu wolnym. Olimpijka z Paryża 2024, gdzie zajęła dziesiąte miejsce w kategorii do 57 kg. Brązowa medalistka mistrzostw świata w 2022; piąta w 2019. Wicemistrzyni Europy w 2021 i trzecia w 2020 i 2024 roku.
Mistrzyni świata U-23 w 2021; trzecia w 2019. Druga na ME U-23 w 2016 i 2019; trzecia w 2021. Srebro na MŚ juniorów w 2016. Mistrzyni Europy juniorów w 2018. Mistrzyni świata i Europy kadetów w 2015; trzecia w 2014. Mistrzyni Polski w 2023; druga w 2021 roku.
Jej babcia jest Polką. Jest żoną zapaśnika Romana Pacurkowskiego.